# Czemłyż
Czemłyż (ros. Чемлыж) – wieś (sieło) w Rosji, w obwodzie briańskim, w rejonie siewskim. W 2021 liczyła 303 mieszkańców.